# Fyns Telefon
Fyns Telefon A/S var et dansk teleselskab, der dækkede Fyn og øerne. Sammen med de tre øvrige regionale teleselskaber blev Fyns Telefon en del af Tele Danmark i 1995. 
Virksomheden blev grundlagt som Odense Telefon-Selskab i 1884. Navnet ændredes senere til Fyns Kommunale Telefonselskab; i folkemunde blot Fyns Telefon, som imidlertid først i 1991 blev det formelle navn. Oprindeligt var selskabet et andelsselskab, der var ejet af Fyns Amt, kommunerne på Fyn samt staten. Ved dannelsen af Tele Danmark i 1990 blev virksomheden omdannet til et statsligt aktieselskab. 
Med sine omkring 1.000 ansatte (1995) var Fyns Telefon den næstmindste af de fire regionale teleselskaber; kun Tele Sønderjylland var mindre. I 1989 havde Fyns Telefon 230.000 abonnenter. Samme år tilbød Fyns Telefon som det første teleselskab herhjemme samtalespecificering til de abonnenter, der var tilsluttet en digital central.
Domicilet var beliggende på Klingenberg i det centrale Odense. Sidst i 1980'erne udflyttede man visse aktiviteter til et nybyggeri i brug på Telehøjen i det sydøstlige Odense.
Jørgen Lindegaard var ansat fra 1977 til 1990 og sluttede som selskabets direktør.